# Proclamación de Rimini

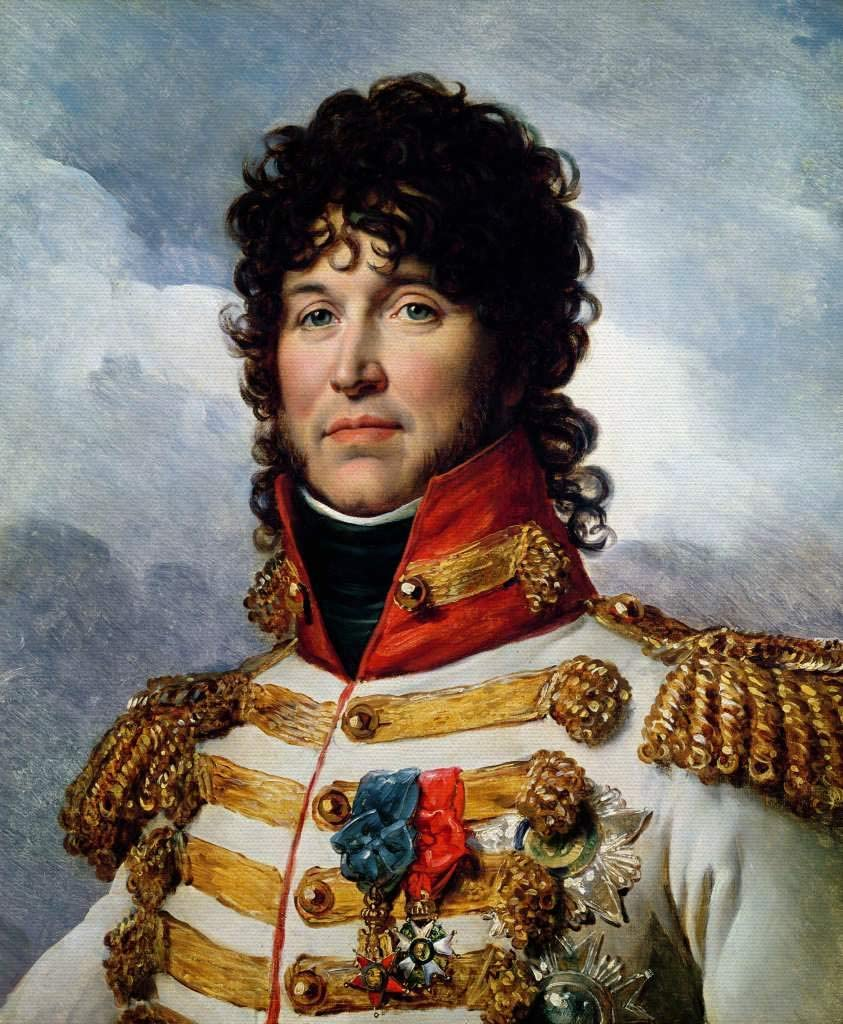
Joaquín Murat

La Proclamación de Rimini es un llamamiento, fechado el 30 de marzo de 1815, con el que Joaquín Murat, instalado en el trono de Nápoles por Napoleón Bonaparte, después de haber declarado la guerra a Austria, se dirige a los italianos, llamándolos a rebelarse contra los nuevos amos. En realidad la proclama fue emitida por Joaquín Murat el 12 de mayo con la fecha falsa del 30 de marzo, después de la derrota de Tolentino, que marcó el fin del reinado de Murat sobre Nápoles.

## El contexto
En 1806, Napoleón Bonaparte confió a su hermano José Bonaparte la parte continental del Reino de Nápoles, que acababa de conquistar. Habiendo ascendido posteriormente al trono de España, tras el derrocamiento de Carlos IV y Fernando VII, Napoleón colocó a su cuñado Joaquín Murat en el trono de Nápoles, con el nombre de Rey de las Dos Sicilias.
Al final de la campaña rusa, Murat abandonó el Gran Ejército, del que era responsable de traer de regreso, en un intento de salvar el Reino de Nápoles. En 1813, sin embargo, se unió al Gran Ejército y luchó en sus filas hasta la derrota en Leipzig. Tras lo cual regresó a su reino, firmó un tratado de alianza con Austria y proporcionó un ejército para luchar contra el emperador. En el tratado, Austria, apoyada también en esto por Inglaterra y Rusia, garantizó a Murat sus estados (incluida Sicilia),  hipotecando así las decisiones del Congreso de Viena.
Pero el Congreso de Viena decidió restaurar la Europa prerrevolucionaria y, por tanto, restaurar a los Borbones en Nápoles. El 15 de marzo de 1815, Murat aprovechó la huida de Napoleón de la isla de Elba para declarar la guerra a Austria. El 2 de mayo fue derrotado en la batalla de Tolentino. El 12 de mayo, con la Proclamación de Rímini -falsamente fechada el 30 de marzo- se dirigió a los italianos, llamándolos a rebelarse contra los austriacos y presentándose como abanderado de la independencia italiana, en un intento de encontrar aliados en su desesperada batalla por mantener el trono. Sin embargo, como resultado del fracaso de su campaña militar, Murat fue capturado y luego fusilado el 13 de octubre de 1815 en Pizzo, Calabria.

## Texto de la proclama

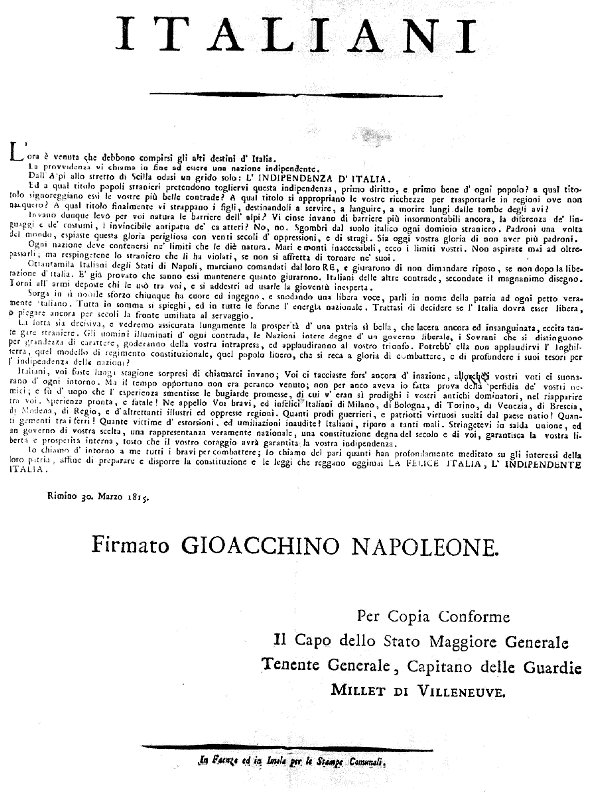
La Proclamación de Rímini, conservada en el Museo Nacional del Resurgimiento de Turín

A continuación se muestra el texto de la proclamación:

«¡Italianos!

Ha llegado la hora de que se cumplan vuestros elevados destinos. La Providencia os llama en última instancia a ser una nación independiente. Desde los Alpes hasta el estrecho de Escila se oye un grito: ¡la independencia de Italia! ¿Y bajo qué título los pueblos extranjeros pretenden arrebatarle esta independencia, primer derecho y primer bien de todo pueblo? ¿En qué calidad dominan vuestros distritos más bellos? ¿De qué manera se apropian de vuestras riquezas para transportarlas a regiones donde no nacieron? ¿De qué manera os arrancan finalmente a vuestros hijos, destinándolos a servir, a languidecer, a morir lejos de las tumbas de sus antepasados?
¿Fue entonces en vano que la naturaleza levantara para usted las barreras de los Alpes? ¿La diferencia de lenguas y costumbres, la invencible antipatía de los personajes, te rodearon en vano con barreras aún más insuperables? No, no: ¡eliminar todo dominio extranjero del suelo italiano! Una vez dueños del mundo, ustedes expiaron esta peligrosa gloria con veinte siglos de opresión y masacres. Que sea tu gloria hoy que ya no tienes amos. Cada nación debe contenerse dentro de los límites que le da la naturaleza. Mares y montañas inaccesibles, estos son tus límites. Nunca aspires a ir más allá de ellos, sino rechaza al extraño que los ha violado, si no se apresura a volver a los suyos. Ochenta mil italianos de los estados de Nápoles marcharon bajo el mando de su rey y juraron no pedir descanso hasta después de la liberación de Italia. Ya está demostrado que saben cumplir lo que juraron. ¡Italianos de otros distritos, sigan el magnánimo plan! Que los que entre vosotros las usaron vuelvan a las armas que dejaron a un lado, y que los jóvenes inexpertos sean entrenados para usarlas.
Que aquellos que tienen un corazón ingenuo se levanten en tan noble esfuerzo, y secundando una voz libre hable en nombre de la patria a todo pecho verdaderamente italiano. En definitiva, toda la energía nacional se puede explicar en todas sus formas. Se trata de decidir si Italia debe ser libre o inclinar su frente humillada ante la servidumbre durante los siglos venideros.
Que la lucha sea decisiva: y veremos que la prosperidad de una hermosa patria que, todavía desgarrada y sangrienta, suscita muchas competiciones extranjeras, estará asegurada durante mucho tiempo. Los hombres ilustrados de cada distrito, las naciones enteras dignas de un gobierno liberal, los soberanos que se destacan por su grandeza de carácter disfrutarán de tu empresa y aplaudirán tu triunfo. ¿No podrían aplaudir a Inglaterra, ese modelo de gobierno constitucional, ese pueblo libre, que va a la gloria para luchar y prodigar sus tesoros por la independencia de las naciones?
¡Italianos! durante mucho tiempo os sorprendiste al llamarnos en vano: tal vez todavía nos acusabas de inacción, cuando tus votos resonaban a nuestro alrededor. Pero aún no había llegado el momento oportuno, ni yo había probado todavía la pérfida de vuestros enemigos: y era necesario que la experiencia desmintiera las promesas mentirosas que vuestros antiguos gobernantes os habían prodigado al reaparecer entre vosotros.
¡Experiencia lista y fatal! Os hago un llamamiento, buenos y desdichados italianos de Milán, Bolonia, Turín, Venecia, Brescia, Módena, Reggio y otras tantas regiones ilustres y oprimidas. ¡Cuántos valientes guerreros y virtuosos patriotas surgieron de su patria! ¡Cuántos gemidos entre el cepo! ¡Cuántas víctimas y extorsiones y humillaciones inauditas! ¡Italianos! reparación de muchos males; Reúnanse en firme unión, y un gobierno de su elección, una representación verdaderamente nacional, una Constitución digna del siglo y de usted, garantizará su libertad y su propiedad interior, así como su coraje habrá garantizado su independencia.
Llamo a mi alrededor a todos los buenos para que luchen. Hago un llamado también a quienes han meditado profundamente sobre los intereses de su patria, a preparar y ordenar la Constitución y las leyes que hoy gobiernan la Italia feliz, la Italia independiente".

Joaquín Napoleón

## Reflexiones posteriores
La proclamación de Rímini conmovió especialmente a Alessandro Manzoni, que compuso la canción homónima con la que quiso expresar su apoyo al llamamiento de Murat a la lucha de todos los italianos por la independencia. La canción, sin embargo, quedó inacabada y sólo pudo publicarse en 1848, contribuyendo al debate sobre la unificación de Italia.
Sin embargo, la opinión de Pietro Colletta fue negativa , pues la definió como «...apoyo tardío y ridículo a un trono que se desmorona».